# Bojana Jovanovski
Bojana Jovanovski (Servisch: Бојана Јовановски) (Belgrado, 31 december 1991) is een voormalig tennisspeelster uit Servië. Jovanovski begon op zevenjarige leeftijd met het spelen van tennis. Zij speelt rechtshandig en heeft een tweehandige backhand. Zij was actief in het proftennis van 2006 tot en met 2018.

## Loopbaan
Haar eerste ITF-toernooi speelde ze in 2006. In 2010 maakte ze haar debuut op de grandslamtoernooien op Wimbledon. In 2012 stond ze voor het eerst in een WTA-finale in Bakoe; ze wist hier meteen haar eerste WTA-titel uit te slepen.
In de periode 2010–2014 maakte Jovanovski deel uit van het Servische Fed Cup-team – zij behaalde daar een winst/verlies-balans van 6–11.

## Privé
In november 2016 trad zij in het huwelijk met Miloš Petrović. Na Roland Garros 2016 speelde zij ruim anderhalf jaar niet. In 2018 schreef zij zich op toernooien in onder de naam Bojana Jovanovski-Petrović. Daarna stopte zij met beroepstennis.

## Posities op deWTA-ranglijst
Positie per einde seizoen:
| jaar | rang enkelspel | rang dubbelspel |
| ---- | -------------- | --------------- |
| 2008 | 561            | 700             |
| 2009 | 189            | 584             |
| 2010 | 71             | 588             |
| 2011 | 65             | 730             |
| 2012 | 56             | 1066            |
| 2013 | 36             | 319             |
| 2014 | 58             | 203             |
| 2015 | 76             | 685             |
| 2016 | 604            | –               |
|      |                |                 |
| 2018 | 550            | –               |

## Palmares
| Legenda                 |
| ----------------------- |
| Grandslamtoernooi       |
| Olympische Spelen       |
| Year-End Championships  |
| Premier Mandatory       |
| Premier Five / WTA 1000 |
| Premier / WTA 500       |
| International / WTA 250 |
| Challenger / WTA 125    |

### WTA-finaleplaatsen enkelspel
| nr.              | finale     | toernooi     | ondergrond | tegenstandster   | score         |         |
| ---------------- | ---------- | ------------ | ---------- | ---------------- | ------------- | ------- |
| gewonnen finales |            |              |            |                  |               |         |
| 1.               | 2012-07-28 | WTA Bakoe    | hardcourt  | Julia Cohen      | 6-3, 6-1      | details |
| 2.               | 2013-09-14 | WTA Tasjkent | hardcourt  | Volha Havartsova | 4-6, 7-5, 7-6 | details |
| 3.               | 2013-09-27 | WTA Ningbo   | hardcourt  | Zhang Shuai      | 6-7, 6-4, 6-1 | details |
| verloren finales |            |              |            |                  |               |         |
| 1.               | 2014-07-27 | WTA Bakoe    | hardcourt  | Elina Svitolina  | 1-6, 6-7      | details |
| 2.               | 2014-09-13 | WTA Tasjkent | hardcourt  | Karin Knapp      | 2-6, 6-7      | details |

### WTA-finaleplaatsen dubbelspel
geen

### Gewonnen ITF-toernooien enkelspel
| nr. | finale     | toernooi  | dotatie | tegenstandster in finale | score         |
| --- | ---------- | --------- | ------- | ------------------------ | ------------- |
| 1.  | 2008-07-13 | Prokuplje | $10.000 | Karin Morgošová          | 6-2, 6-2      |
| 2.  | 2008-08-24 | Vinkovci  | $10.000 | Zorica Petrov            | 6-1, 6-3      |
| 3.  | 2008-09-07 | Brčko     | $10.000 | Gracia Radovanovic       | 6-4, 3-6, 6-2 |
| 4.  | 2010-12-25 | Pune      | $25.000 | Nina Brattsjikova        | 6-4, 6-4      |

### Gewonnen ITF-toernooien dubbelspel
geen

## Resultaten grandslamtoernooien
| Legenda | Legenda                          |
| ------- | -------------------------------- |
| g.t.    | geen toernooi gehouden           |
| l.c.    | lagere categorie                 |
| –       | niet deelgenomen                 |
| G       | uitgeschakeld in de groepsfase   |
| 1R      | uitgeschakeld in de eerste ronde |
| 2R      | uitgeschakeld in de tweede ronde |
| 3R      | uitgeschakeld in de derde ronde  |
| 4R      | uitgeschakeld in de vierde ronde |
| KF      | uitgeschakeld in de kwartfinale  |
| HF      | uitgeschakeld in de halve finale |
| F       | de finale verloren               |
| W       | het toernooi gewonnen            |
| w-v     | winst/verlies-balans             |

### Enkelspel
| toernooi        | 2010 | 2011 | 2012 | 2013 | 2014 | 2015 | 2016 |
| --------------- | ---- | ---- | ---- | ---- | ---- | ---- | ---- |
| Australian Open | –    | 2R   | 1R   | 4R   | 2R   | 1R   | 1R   |
| Roland Garros   | –    | 1R   | 1R   | 3R   | 1R   | 2R   | 1R   |
| Wimbledon       | 2R   | 1R   | 2R   | 2R   | 3R   | 1R   | –    |
| US Open         | 1R   | 1R   | 2R   | 2R   | 1R   | 2R   | –    |

### Vrouwendubbelspel
| toernooi        | 2010 | 2011 | 2012 | 2013 | 2014 | 2015 |
| --------------- | ---- | ---- | ---- | ---- | ---- | ---- |
| Australian Open | –    | 1R   | 1R   | 2R   | 1R   | 1R   |
| Roland Garros   | –    | 1R   | –    | 1R   | 1R   | 1R   |
| Wimbledon       | –    | 1R   | –    | 1R   | 2R   | 1R   |
| US Open         | 1R   | 1R   | 1R   | 1R   | 1R   | 1R   |